# Shromáždění znalců
Shromáždění znalců (persky مجلس خبرگان رهبری‎, madžles-e chobregán-e rahbarí), překládané také jako Rada expertů, je poradní orgán oprávněný jmenovat nejvyššího vůdce Íránu. Všichni přímo volení členové musí být nejprve prověřeni Radou dohlížitelů.
Všechny kandidáty do Shromáždění znalců musí schválit Rada dohlížitelů, jejíž členy zase jmenuje buď přímo, nebo nepřímo nejvyšší vůdce. Shromáždění se skládá z 88 mudžtehidů, kteří jsou voleni ze seznamů důkladně prověřených kandidátů (v roce 2016 bylo strážci schváleno 166 kandidátů z 801, kteří se o funkci ucházeli), a to přímým veřejným hlasováním na osmileté funkční období. Počet členů se pohyboval od 82 zvolených v roce 1982 do 88 zvolených v roce 2016. Současné zákony vyžadují, aby se shromáždění scházelo nejméně dvakrát za šest měsíců.

## Shromáždění

### První shromáždění (1983–1991)
První volby do Shromáždění znalců se konaly v prosinci 1982 a shromáždění se poprvé sešlo v roce 1983. Z celkového počtu 83 členů bylo 76 zvoleno v prvním kole, zbytek ve druhém. Úplný seznam členů a výsledky voleb jsou k dispozici na portálu Princeton Iran Data Portal.
Vzhledem k tomu, že řada členů zemřela, konaly se v dubnu 1988 doplňovací volby náhradních kandidátů.
Shromáždění po celé funkční období předsedal ájatolláh Alí Meškíní, který mu předsedal i v následujících funkčních obdobích až do roku 2007.
V roce 1985 shromáždění zvolilo ájatolláha Hosejna Alí Montazerího za nástupce nejvyššího vůdce Rúholláha Chomejního. V neděli 26. března 1989 ho však Chomejní dopisem odvolal: „... již nejste způsobilý stát se mým nástupcem jako legitimní vůdce státu“. Po smrti Rúholláha Chomejního 3. června 1989 zvolilo shromáždění jeho nástupcem Alího Chameneího. Původně byly do vedení navrženy tři osoby: Alí Meškíní, Músaví Ardebílí a Alí Chemeneí. Zvítězil se dvěma třetinami hlasů.

### Druhé shromáždění (1991–1999)
Druhému shromáždění předsedal rovněž ájatolláh Alí Meškíní. Úplný seznam členů a výsledky voleb jsou k dispozici na Princeton Iran Data Portal.

### Třetí shromáždění (1999–2007)
Třetímu shromáždění opět předsedal ajatolláh Alí Meškíní, kterého zastupovali Akbar Hášemí Rafsandžání a ájatolláh Ebráhím Amíní.

### Čtvrté shromáždění (2007–2016)
Volby do čtvrtého shromáždění se konaly 15. prosince 2006 a shromáždění se poprvé sešlo 19. února 2007. V červenci 2007 zemřel předseda Alí Meškíní a jeho nástupcem byl zvolen Akbar Hášemí Rafsandžání. Dne 8. března 2011 nahradil Rafsandžáního ve funkci předsedy Muhammad Rezá Mahdaví Kaní. Dne 4. června 2014 upadl Mahdaví Kaní po infarktu do kómatu a 21. října 2014 zemřel. Jeho nástupcem se stal Mahmúd Hášemí Šahrúdí.
Funkční období mělo trvat deset let místo obvyklých osmi, a to kvůli vládnímu plánu „sčítání voleb“, který měl vládě umožnit souběžné konání voleb do Shromáždění znalců a parlamentu, a tím ušetřit náklady na správu voleb.

### Páté shromáždění (2016–současnost)
Volby 88 členů pátého shromáždění se konaly 26. února 2016 společně s volbami 290 poslanců íránského madžlisu (parlamentu). Zvolení poslanci budou zasedat po dobu osmi let. Nové shromáždění bylo zahájeno 24. května 2016 a předsedou byl zvolen Ahmad Džanatí.

## Autorita
Shromáždění nejvyššího vůdce nikdy neodvolalo, ani nezpochybnilo. Vzhledem k dlouhé a nezpochybnitelné vládě Alího Chameneího se mnozí domnívají, že se Shromáždění znalců stalo ceremoniálním orgánem bez skutečné moci. Bývalý nejvyšší soudce Sádek Larídžání, prohlásil, že je nezákonné, aby Shromáždění znalců dohlíželo na Chameneího.